# Euphyia psyroides
Euphyia psyroides är en fjärilsart som beskrevs av W. Warren 1907. Euphyia psyroides ingår i släktet Euphyia och familjen mätare. Inga underarter finns listade i Catalogue of Life.